# Liste des plus grandes salles de sport de Belgique
 (août 2025).
- Si vous ne connaissez pas le sujet, laissez ce bandeau (vous pouvez alors contacter les auteurs).
- Si vous supprimez le contenu mis en cause (vous pouvez préalablement contacter les auteurs),

argumentez précisément cette suppression dans la page de discussion
(un manque de référence n'est pas un argument ; une recherche réelle de référence doit avoir été effectuée, être formellement documentée).

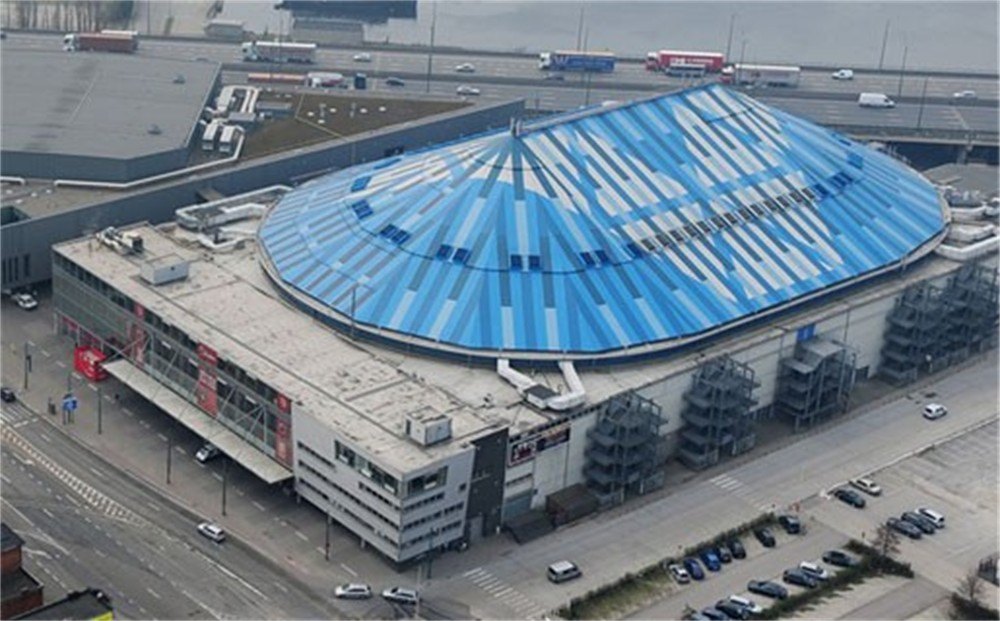
Palais des Sports d'Anvers.

Liste des salles de sport de Belgique, classées selon leur capacité. Toutes les salles d'une capacité de 1 000 spectateurs ou plus sont reprises.

## Record d'Affluence
Chaque saison, le club de la métropole, Antwerp Giants, initialement basé à la Lotto Arena (5218 places), essaie de battre le record d'affluence pour un match de basket en Belgique au Palais des Sports d'Anvers.
Le record est de 17135 et fut établi le 31 janvier 2015, lors de la rencontre opposant Antwerp Giants face au Spirou Basket.
| Record | Lieu                       | Date            | Rencontre                    |
| ------ | -------------------------- | --------------- | ---------------------------- |
| 17135  | Palais des Sports d'Anvers | 31 janvier 2015 | Antwerp Giants-Spirou Basket |
| 15 500 | Palais des Sports d'Anvers | 7 avril 2013    | Antwerp Giants-Okapi Aalstar |
| 14 500 | Palais des Sports d'Anvers | 7 avril 2013    | Antwerp Giants-Spirou Basket |

## Liste
| #  | Stade                          | Capacité | Ville                | Équipe résidente                                   |  |
| -- | ------------------------------ | -------- | -------------------- | -------------------------------------------------- |  |
| 1  | Forest National                | 17 000   | Forest               |                                                    |  |
| 2  | Palais des Sports d'Anvers     | 14 000   | Anvers               |                                                    |  |
| 3  | Flanders Expo                  | 13 000   | Gand                 |                                                    |  |
| 4  | Palais 12                      | 12 000   | Bruxelles            |                                                    |  |
| 5  | Spiroudôme                     | 6 300    | Charleroi            | Spirou Charleroi                                   |  |
| 6  | Country Hall Ethias Liège      | 5 500    | Liège                | Liège Basket                                       |  |
| 7  | Lotto Arena                    | 5 200    | Anvers               | Antwerp Giants                                     |  |
| 8  | Dôme                           | 5 000    | Ostende              | BC Ostende                                         |  |
| 9  | mons.arena                     | 4 000    | Mons                 | Union Mons-Hainaut                                 |  |
| -  | Halle du Paire                 | 4 000    | Verviers             | RBC Verviers-Pepinster                             |  |
| 11 | SportOase                      | 3 500    | Louvain              | Louvain Bears                                      |  |
| 12 | Generali Forum                 | 2 800    | Alost                | Okapi Alost                                        |  |
| 13 | Lotto Dôme                     | 2 600    | Maaseik              | Noliko Maaseik                                     |  |
| 14 | La Garenne                     | 2 500    | Charleroi            | Charleroi 21 Futsal                                |  |
| -  | Sportcampus Lange Munte (nl)   | 2 500    | Courtrai             | Courtrai Spurs                                     |  |
| 16 | Tolhuis                        | 2 400    | Gand                 | Gand Hawks, BBC Jeugd Gentson                      |  |
| 17 | Sportcenrtum Schotte           | 2 000    | Alost                | Volley Alost                                       |  |
| -  | Hall des Sports de la C.E.T.   | 2 000    | Tournai              | EHC Tournai                                        |  |
| -  | Sporthal Schiervelde (nl)      | 2 000    | Roulers              | Knack Randstad Roeselare                           |  |
| -  | Sportpark Lakerveld (nl)       | 2 000    | Houthalen-Helchteren | Kreasa HB Houthalen, DBC Houthalen, ZVKC Houthalen |  |
| 21 | Sporthal Alverberg             | 1 700    | Hasselt              | Initia HC Hasselt, Limburg United                  |  |
| 22 | Sportcentrum Dommelhof         | 1 600    | Neerpelt             | Sporting Neerpelt-Lommel                           |  |
| 23 | Sportcomplex De Damburg        | 1 500    | Bocholt              | Achilles Bocholt                                   |  |
| -  | Complexe de Neder-Over-Hembeek | 1 500    | Bruxelles            | Brussels Basketball                                |  |
| -  | Salle Ballens                  | 1 500    | Charleroi            | Dauphines Charleroi                                |  |
| -  | Hall Octave Henry              | 1 500    | Namur                | BC Namur-Capitale                                  |  |
| 27 | Hall omnisports "La Préalle"   | 1 200    | Herstal              | HC Herstal/Trooz                                   |  |
| -  | Sporthal Vauban                | 1 200    | Menin                | Prefaxis Menen                                     |  |
| 29 | Salle du Bois Saint-Jean       | 1 000    | Liège                | Liège Panthers                                     |  |
| -  | Sportcenter Molenbos           | 1 000    | Nijlen               |                                                    |  |
| -  | Sporthal Vrijhals              | 1 000    | Puurs                | VC Argex Duvel Puurs                               |  |
| -  | Eburons Dôme Tongeren          | 1 000    | Tongres              | United HC Tongeren                                 |  |
| -  | Sportzaal De Shalk             | 1 000    | Willebroek           | Basket Willebroek                                  |  |